# Simone Menezes
Simone Menezes (née le 22 janvier 1977) est une cheffe d’orchestre italo-brésilienne basée en France.

## Jeunesse
Elle fait ses études de piano, de flûte et de direction d’orchestre à l'Université d'État de Campinas. Cette université occupe la première place du classement des meilleures universités d'Amérique latine selon le magazine britannique Times Higher Education (THE).
À l’âge de 20 ans, elle crée son premier orchestre symphonique des jeunes de la ville de Campinas (État de São Paulo) et obtient le parrainage du groupe Petrobras pour effectuer des tournées et enregistrer un CD. Par la suite, elle part étudier en Europe.
En 2007-2008, elle obtient une bourse pour étudier à l'École normale de musique de Paris dont elle sort diplômée après seulement un an d'étude. Elle reçoit les conseils de Colin Metters (en) à Londres et développe son répertoire lors de résidences avec le Remix Ensemble (Portugal) et l'Ensemble Multilatérale (Paris).
En 2013-2014, elle étudie auprès de Paavo Järvi, Neeme Järvi, Guennadi Rojdestvenski et Cláudio Cruz (pt).

## Carrière
Lors de son retour au Brésil entre 2008-2012, elle prend la direction de l'Orchestre Symphonique de l'UNICAMP et devient la deuxième femme titulaire d’un orchestre professionnel au Brésil. Au sein de l'orchestre de l'UNICAMP, elle est lauréate du prix du « meilleur projet musical brésilien » attribué par l'association des critiques musicaux de São Paulo. En outre, elle développe plusieurs projets multidisciplinaires incluant la danse, la musique et la technologie et participe à la première de plusieurs créations,,.
En 2013, elle fonde et dirige la Camerata Latino Americana,,,, un ensemble spécialisé dans l'interprétation de ce répertoire, démarche qui attire l'attention de l'International Society for the Performing Arts de New York et de l'Association of British Orchestras de Londres.
En 2014, elle fonde avec la pianiste Sonia Rubinsky le "Villa-Lobos Project", un projet destiné à la promotion de l'œuvre de Villa-Lobos dans la musique érudite internationale,, au développement d'une réflexion sur l'identité brésilienne en partenariat avec des enseignants-chercheurs, des musiciens et le grand public, et à la réalisation de projets artistiques et culturels tels que concerts, master classes et publications écrites.
En 2014, elle est tutorée par Paavo Järvi et travaille comme son assistante sur plusieurs projets.
Depuis 2016, elle est basée en Europe et travaille régulièrement comme chef invité des orchestres tels que: Orchestre philharmonique de Rotterdam, Britten Symphony, Orchestre philharmonique de Los Angeles, Orchestre philharmonique d'Osaka entre autres.
En 2019, elle est finaliste du Concours de Direction d'Orchestre MAWOMA, compétition européenne réservée aux femmes cheffes d'orchestre à la Musikverein de Vienne,,,.
Personnalité pionnière et engagée, Simone Menezes a été à l'âge de 26 ans la deuxième femme à la tête d’un orchestre professionnel au Brésil. Elle s'implique dans de nombreux projets multidisciplinaires, et son style est considéré comme innovant. Elle a enregistré trois disques autour de la musique contemporaine après avoir fait la première de plus de vingt concerts. Elle travaille avec les compositeurs Thomas Adès, Esteban Benzecry, Lera Auerbach et Philippe Hersant.
En 2019, elle lance un nouveau projet appelé "K", un ensemble orchestral formé par des musiciens de plusieurs pays pour explorer des répertoires insolites et des projets multidisciplinaires. L'ensemble est basé en Belgique et à Lille.
En 2020 K sort son premier album Accents par le label Aparté plébiscité par la presse et dit par le journal le monde « Fondé en 2019 par la chef italo-brésilienne Simone Menezes, l’Ensemble K se dit: Klassique, Kosmopolite, Kontemporain, Kréatif, Konnecté”. Et c’est vrai ! " 
En 2021 elle initiée par commande de la Philharmonie de Paris une collaboration avec le photographe Sebastiao Salgado pour créer le concert Amazonia mêlant la musique de Villa-Lobos et Philip Glass aux images du photographe. Le projet, acclamé par "The Guardian", fait ses débuts à la Philharmonie de Paris et part en tournée dans plusieurs villes du monde, en passant par le Barbican de Londres, le Pacco da Musica de Rome entre autres,,,.
En 2022, son groupe K lance le projet multiforme Metanoia à travers le label A part le projet, en plus d'un CD, il a la production d'un documentaire qui traite de musique classique, d'art et de photographie. Le documentaire est réalisé par Paul Smaczny, lauréat d'un Grammy, et présente le penseur italien Alberto Cavali, le peintre allemand Michael Triegel et le chef d'orchestre Antonio Pappano. Elle dirige aussi le concert "The beauty will save the world" avec Cartier Womens Initiative dans la cadre du Pavillon femme de l’exposition Universal de Dubai,,,,,,,.

## Famille
Simone Menezes est mariée à l'ingénieur Humberto Menezes depuis l'âge de 20 ans et ils ont une fille appelée Julia. Elle habite à Lille.

## Discographie
- Novos Universos Sonoros avec Orquestra Sinfônica da Unicamp (2009)[40],[41]
- Suíte Contemporânea Brasileira avec Camerata Latino Americana (2015)[42],[43]
- Accents avec Ensemble K (Aparté; 2020) [44]
- Metanoia. Puccini, Bach, Villa-Lobos, Pärt, Borodine avec Manon Galy, Violon; Ensemble K (Accentus; 2021) [31],[45]